# Suazilandia en los Juegos Olímpicos de Río de Janeiro 2016
Suazilandia participa en los Juegos Olímpicos de 2016 en Río de Janeiro, Brasil, del 5 al 21 de agosto de 2016, con dos atletas en atletismo.
El atleta Sibusiso Matsenjwa fue el abanderado durante la ceremonia de apertura.

## Deportes
Atletismo
- Sibusiso Matsenjwa (200 metros masculino)
- Phumlile Ndzinisa (100 metros femenino)